# Польский ликвидационный комитет

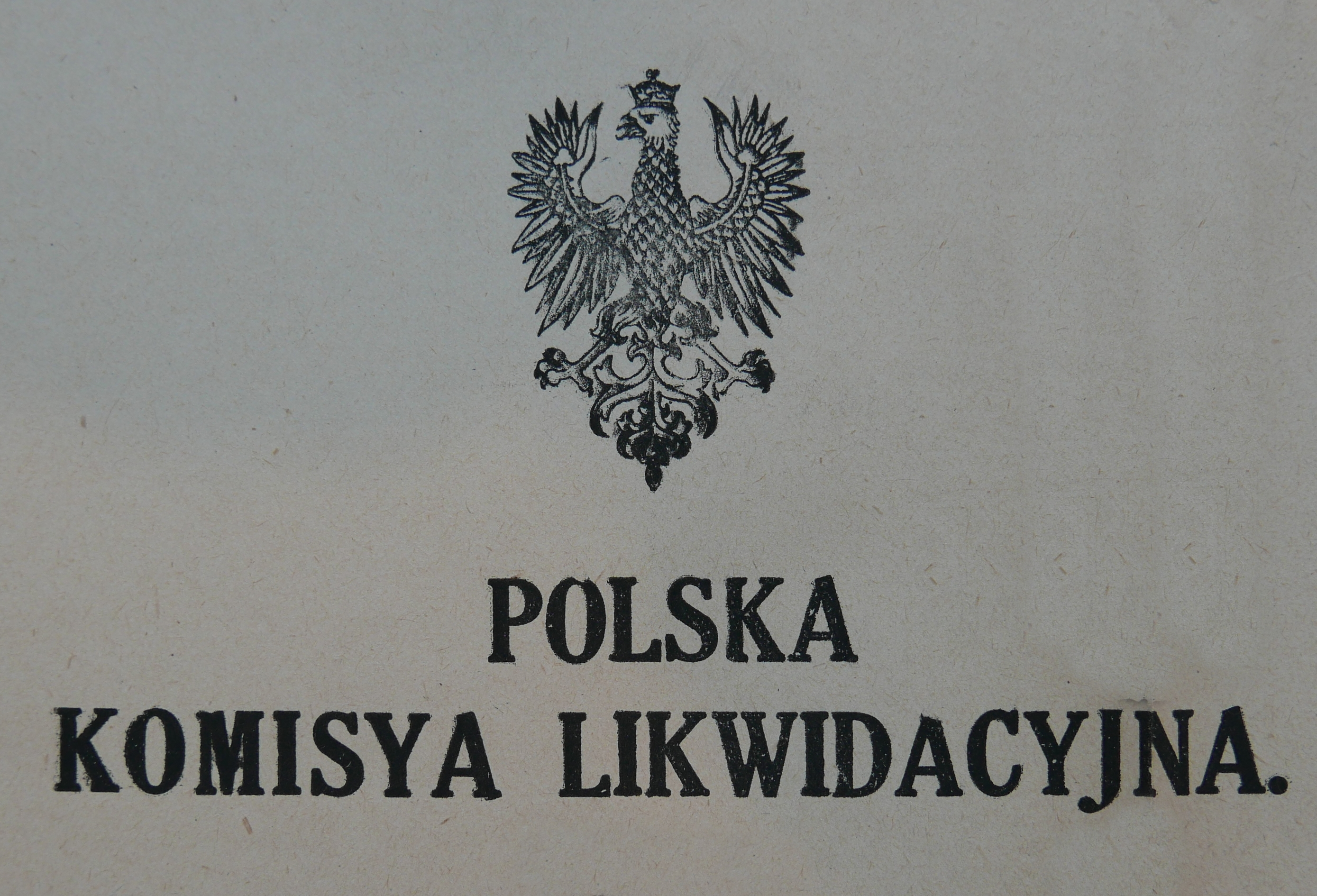
Польский ликвидационный комитет

По́льский ликвидацио́нный комите́т (пол. Polska Komisja Likwidacyjna) — временный польский правительственный орган, действовавший в Галиции в конце Первой мировой войны, созданный 28 октября 1918 года, с резиденцией в Кракове, комитет возглавляли Винценты Витос и Игнацы Дашиньский. 
Комитет ставил своей целью прежде всего поддержание порядка на территориях бывшей австрийской части разделенной Польши в период восстановления независимости Польши. 
27 марта 1919 года комитет передал свои полномочия Центральному польскому правительству, заседавшему в Варшаве.